# Vijes
Vijes es un municipio de Valle del Cauca, Colombia. Situado en la subregión sur del Valle del Cauca, Se sitúa a 31 km de la capital departamental, Cali. Fue fundada el 14 de julio de 1539 por el mariscal Jorge Robledo, cerca al caserío indígena de Ocache con el nombre de "Vije" o "Vija".
Es conocida como La Ciudad Blanca o El Pueblo Blanco del Valle, ya que posee numerosas minas de piedra caliza donde se asegura que numerosas obras realizadas en Cali y sitios aledaños como Buga están y es de gran importancia gracias a su cercanía entre los municipios de Cali y Pereira.

## Toponimia
"Vije" o "Vija" en referencia al cultivo de achiote, usada por sus pobladores para pintarse la cara y el cuerpo, especialmente para ir a la guerra o a ceremonias de carácter religioso.

## División Político-Administrativa
Además de su Cabecera municipal. Vijes tiene bajo su jurisdicción los siguientes Centros poblados:
- Cachimbal
- El Porvenir
- El Tambor
- La Fresneda
- La Rivera
- Vidal

## Historia
Su fundación se realizó cerca al caserío indígena Ocache.
Utilizando oro de alta pureza, la tradición orfebre nativa se orientaba hacia técnicas como el martillado, el repujado y el ensamblaje. Predominaba la cerámica, cuyas vasijas antropomorfas (canasteros, alcarrazas y patones) han sido estudiadas en varios hallazgos arqueológicos localizados especialmente en la zona montañosa; lugar donde las tribus veneraban al sol simbolizado en numerosas rocas talladas cerca a la veredas La Pedrera y Carbonero.
Para el año de 1795, Vijes conformaba una sola parroquia con Yumbo, siendo cabecera de distrito hasta la creación de Buenaventura, cuando fue incorporado a la nueva división territorial. Los terrenos donde actualmente se levanta la población fueron donados por Ricardo de Hinestroza y su esposa María, quienes además obsequiaron la campana de la primera iglesia, la misma que hoy se toca en la iglesia parroquial, construida hace más de 150 años.
En Vijes se explotan desde 1565 las minas de cal. Este municipio, junto con Cali, Jamundí, Yumbo y Cartago, es uno de los municipios más antiguos del Valle del Cauca.

## Geografía
En el territorio municipal se encuentran dos regiones; una plana, en las proximidades del Río Cauca, y otra montañosa al occidente que corresponde a la vertiente oriental de la Cordillera Occidental. Entre los accidentes orográficos se destacan los altos de Calabaza, Miravalles, La Cruz, Palo Solo, Trementino, Del Oso, Del Piojo, con 1.755 metros sobre el nivel del mar, y De la Julia, con 2.007 metros. También se encuentra el cerro de Portachuelo.
Sus tierras se distribuyen en los pisos térmicos: cálido, medio y frío, regados por el Río Cauca al oriente, que recibe todo el sistema hidrográfico del municipio.
Limita por el norte con Darién y Yotoco, por el oriente con El Cerrito y Palmira, por el sur con Yumbo y por el occidente, con La Cumbre y Restrepo. 

## Economía
Se explota el mármol, la cal, la arcilla y el carbón. Sus principales actividades económicas son la minería y la ganadería. En el campo de la agricultura sobresalen los cultivos de café, maíz, caña de azúcar, plátano, algodón, fríjol, yuca, millo, frutas y legumbres. También hay cultivos de cilantro, piña (Llano grande, vereda La Rivera), maíz dulce, papaya y ají.

## Generalidades
Dista de Cali 31.4 km, se comunica por carretera con Yumbo, Yotoco, Cali, Palmira, El Cerrito y Restrepo. La parte que corresponde al río Cauca es navegable.
Algunas especies vegetales existentes en la zona son: biflora, adormidera, orquídea, guadua, pino, cedro, verdolaga y cactus. Dentro de su fauna, las especies más representativas son:
- Peces: sabaleta, sardina, bocachico, tilapia roja.
- Mamíferos: zarigüeya, perro de monte, ardilla.
- Aves: iguaza, petirrojo, halcón, codorniz, gallinazo, pellar.

Generalidades administrativas
Actualmente el municipio cuenta con un canal de televisión comunitaria, una emisora comunitaria donde aspectos culturales y administrativos se dan a conocer a toda la comunidad.
Además cuenta con dos centros de enseñanza media, dos escuelas primarias urbanas y 14 rurales.
Pertenece a la Diócesis de Palmira, al Distrito Judicial y al Circuito de Registro de Cali, a la circunscripción electoral del Valle del Cauca, siendo además, cabecera notarial.

## Sitios de interés turístico y cultural
Se puede disfrutar de diferentes atractivos entre ellos múltiples lagos de pesca deportiva y balnearios entre ellos:
- Lago Marbella.
- Lago Colinas.
- La Piedra del Sol, vereda La Pedrera.
- Los toboganes de la quebrada Villamaría, corregimiento de Villamaría.
- El Mirador del Valle.
- El Charco de Cristo, corregimiento Charco Oscuro.
- Las cascadas naturales
- La Reserva Natural Carambola.
- La Cueva de la Gata, corregimiento de Villamaría.
- La Pinera.
- Coliseo Municipal.
- Vereda Las Guacas.
- La Chorrera de la Virgen en el corregimiento Villamaría.
- Teatro Municipal.
- Lomas: de La Cruz, Las Tres Cruces y Loma De La Virgen.
- Parque Recreacional.
- El Alto de la Julia.
- hornos artesanales de piedra caliza

### Eventos
- Las Fiestas del Sagrado Corazón.
- El aniversario de la galería "Vuelve el Mercado a mi pueblo".
- La Fiesta Aniversario.
- La Fiesta Patronas en honor a la señora del Rosario.
- La fiesta en honor a la Virgen del Carmen.[6]
- Fiestas de Semana Santa.
- Feria del Mango

## Gastronomía
Dentro de la oferta gastronómica típica del municipio de Vijes se encuentran:

### Platos
- Arroz con longaniza.
- Empanadas de cambray.
- Pandebono.
- Manjarblanco.
- Dulce de cortado.
- Sancocho de gallina.
- Pandebono trasnochado.
- Cholado.
- Aborrajado.

### Postres
- Las galletas negras.[9]

## Servicios públicos
- Energía Eléctrica: Celsia, es la empresa prestadora del servicio de energía eléctrica.[10]
- Gas Natural: Gases de Occidente es la empresa distribuidora y comercializadora de gas natural en el municipio.